# Double Team
Double Team, er en actionfilm fra 1997 instrueret af Tsui Hark med Jean-Claude Van Damme og Dennis Rodman i hovedrollerne.

## Handling
Jack Quinn, landets mest effektive anti-terroragent, trækker sig tilbage fra branchen. Men under sit sidste opgør – mod terroristen Stavros – går alt galt, og på et kort øjeblik er alle han har kært i fare.
Da han vågner den næste dag er han havnet i The Colony, et tophemmeligt fængsel for agenter, som er for farlige at have på fri fod, men dog alligevel for værdifulde at dræbe.
Jack ved, at hans gravide kone er øverst på Stavros' dødsliste, og den eneste mand, som kan hjælpe er våbenhandleren Yaz, som spiser vanddaler til morgenmad.

## Om filmen
Filmen er indspillet i Nice og Rom. Verdenspremiere foregik i USA 4. april 1997, mens premieren i Danmark skete 15. august samme år.
Aldersgrænsen er 15 år. 

## Rolleliste (udvalgte)
- Jean-Claude Van Damme – Jack Quinn
- Dennis Rodman – Yaz
- Mickey Rourke – Stavros
- Orso Maria Guerrini – boende i the Colony

## Musik i filmen
- Rush Hour, skrevet af Joey Schwartz, fremført af Joey Schwartz, Eric Swerdloff og Clark Anderson
- Margherita, skrevet af R. Gamberini og L. Pavignani, fremført af Leareo Gianferrari
- Double Delight, skrevet af Joey Schwartz, fremført af Joey Schwartz og Eric Swerdloff
- Just A Freak, skrevet af Crystal Waters, Richard Payton og Doug Smith, fremført af Crystal Waters feat. Dennis Rodman

## Udmærkelser
- 1998 – Razzie Award – værste nye stjerne, Dennis Rodman
- 1998 – Razzie Award – værste filmpar, Dennis Rodman og Jean-Claude Van Damme
- 1998 – Razzie Award – værste mandlige birolle, Dennis Rodman